# Sérvia e Montenegro nos Jogos Olímpicos de Inverno de 2006
A Sérvia e Montenegro mandou 7 competidores para os Jogos Olímpicos de Inverno de 2006, em Turim, na Itália. A delegação não conquistou nenhuma medalha.

## Desempenho

### Biatlo
| Atleta                | Evento               | Final     | Final | Final |
| Atleta                | Evento               | Tempo     | Pen.  | Pos.  |
| --------------------- | -------------------- | --------- | ----- | ----- |
| Aleksandar Milenkovic | Velocidade masculino | 33:17.7   | 6     | 86    |
| Aleksandar Milenkovic | Individual masculino | 1:10:36.3 | 9     | 85    |

### Esqui alpino
| Atletas         | Evento                  | Final      | Final      | Final      | Final   | Final |
| Atletas         | Evento                  | 1ª Corrida | 2ª Corrida | 3ª Corrida | Total   | Pos.  |
| --------------- | ----------------------- | ---------- | ---------- | ---------- | ------- | ----- |
| Jelena Lolovic  | Super-G feminino        |            |            |            | 1:37.45 | 43    |
| Jelena Lolovic  | Slalom gigante feminino | 1:05.00    | 1:13.84    |            | 2:18.84 | 30    |
| Jelena Lolovic  | Slalom feminino         | 46.44      | 56.36      |            | 1:42.80 | 43    |
| Jelena Lolovic  | Combinado feminino      | DNF        | DNF        | DNF        | DNF     | DNF   |
| Marija Trmcic   | Slalom feminino         | 49.47      | 53.99      |            | 1:43.46 | 46    |
| Zelimir Vukovic | Slalom masculino        | 1:00.51    | DSQ        | DSQ        | DSQ     | DSQ   |

### Esqui cross-country
| Atleta                | Evento                         | Preliminares | Preliminares | Quartas | Quartas | Semifinal | Semifinal | Final | Final |
| Atleta                | Evento                         | Total        | Pos.         | Total   | Pos.    | Total     | Pos.      | Total | Pos.  |
| --------------------- | ------------------------------ | ------------ | ------------ | ------- | ------- | --------- | --------- | ----- | ----- |
| Branka Kuzeljevic     | Perseguição combinada feminina |              |              |         |         |           |           | DNF   | DNF   |
| Aleksandar Milenkovic | Largada coletiva feminina      |              |              |         |         |           |           | DNF   | DNF   |

### Patinação artística
| Atleta           | Evento               | Programa curto | Programa curto | Programa longo | Programa longo | Total       | Total       |
| Atleta           | Evento               | Pontos         | Pos.           | Pontos         | Pos.           | Pontos      | Pos.        |
| ---------------- | -------------------- | -------------- | -------------- | -------------- | -------------- | ----------- | ----------- |
| Trifun Zivanovic | Individual masculino | 53.40          | 26             | Não avançou    | Não avançou    | Não avançou | Não avançou |

Legenda
| Recorde mundial      | Recorde mundial (World record)               |                       | Recorde africano                      | Recorde africano (African) |                                           | Q | Classificado por posição (Qualified) |
| Recorde olímpico     | Recorde olímpico (Olympic record)            | Recorde da América    | Recorde da América (Americas)         | q                          | Classificado por melhor tempo (Qualified) |   |                                      |
| Melhor marca do ano  | Melhor marca do ano (World leading)          | Recorde asiático      | Recorde asiático (Asian)              | DNS                        | Não largou (Did not start)                |   |                                      |
| Recorde nacional     | Recorde nacional (National record)           | Recorde europeu       | Recorde europeu (European)            | DNF                        | Não terminou (Did not finish)             |   |                                      |
| Recorde pessoal      | Recorde pessoal do atleta (Personal best)    | Recorde da Oceania    | Recorde da Oceania (Oceania)          | DSQ / DQ                   | Desclassificado (Disqualified)            |   |                                      |
| Recorde da temporada | Recorde da temporada do atleta (Season best) | Recorde sul-americano | Recorde sul-americano (South America) | NM                         | Sem marca (No mark)                       |   |                                      |